# Jon Gaztañaga
Jon Gaztañaga Arrospide (Andoáin, Guipúzcoa, 28 de junio de 1991) es un futbolista español. Juega en la posición de centrocampista para la S. D. Beasáin de la Tercera Federación.

## Biografía

### Inicios
Jon Gaztañaga nació en la localidad guipuzcoana de Andoáin el 28 de junio de 1991. Fue integrado desde muy joven en las categorías inferiores de la Real Sociedad de Fútbol, siendo ya jugador de la Real Sociedad en categoría infantil.
Su trayectoria llamó la atención de los técnicos de la selección española que comenzaron a convocarlo para categorías inferiores; Sub-16 en 2006 y Sub-17 a partir de 2007. En mayo de 2008 ganó el Campeonato de Europa Sub-17 de la UEFA con la selección española. Aunque fue suplente durante la mayor parte del torneo una lesión del defensa central titular Oriol, le permitió jugar como titular en la final, en la que España derrotó por 4:0 a Francia. En aquella selección fue compañero de jugadores como Thiago Alcántara o Sergio Canales.
Durante la temporada 2008-09 siguió jugando en el Juvenil de División de Honor de la Real Sociedad, aunque llegó a ser convocado en una ocasión para jugar con la Real Sociedad B, sin llegar a debutar. Durante esa temporada estuvo nominado a los Premios Fútbol Draft, que premian a las promesas del fútbol español, siendo galardonado como Draft de Bronce en el puesto de defensa central izquierdo. Compartieron galardón con Gaztañaga jugadores como Sergio Asenjo, Sergio Busquets, Juan Mata, Diego Capel o Bojan Krkić.

### Real Sociedad B
De cara a la temporada 2009-10 fue promocionado a la Real Sociedad B, con la que debutó en el fútbol senior, jugando en la Tercera División de España. Gaztañaga fue fundamental en el centro de la defensa del "Sanse" durante esa temporada disputando 30 partidos como titular. El 28 de octubre de 2009 debutó en un encuentro amistoso con el primer equipo de la Real Sociedad. Fue en un partido ante el Pau FC francés que se saldó con empate a 1. Esa temporada volvió a disputar otro amistoso con la Real, en febrero frente a la UD Logroñés. La temporada acabó con la Real Sociedad B ascendiendo a la Segunda División B tras superar a la SD Oyonesa en el play-off de ascenso. Su nombre volvió a aparecer en la lista de preseleccionados del Fútbol Draft, pero no llegó a ser galardonado.
Al inicio de la temporada 2010-11, en la que la Real Sociedad iba a regresar tras tres años a la Primera División, Gaztañaga fue incluido por Martín Lasarte en el grupo de jugadores del filial que realizó la pretemporada con el primer equipo, incluyendo el stage de preparación en Austria y varios partidos amistosos. Sin embargo Gaztañaga no logró hacerse un hueco en la primera plantilla y jugó toda la temporada con el Sanse en la Segunda División B. Gaztañaga volvió a ser titular durante toda la campaña.
En las campañas 2011-12 y 2012-13, Philippe Montanier no contó con el jugador para la pretemporada del primer equipo, aunque lo probó con ocasión de algún amistoso puntual. Gaztañaga siguió jugando en Segunda B con el "Sanse" que logró durante esas dos campañas la permanencia. Salvo en la primera vuelta de la campaña 2012-13 Gaztañaga fue siempre titular en el equipo.

### Real Sociedad

#### Temporada 2013/14
Durante la pretemporada 2013-14, Gaztañaga no fue incluido en la lista inicial de jugadores del Sanse que iban a realizar la pretemporada con la Real Sociedad. Sin embargo la marcha del medio-centro Asier Illarramendi al Real Madrid y la lesión grave del defensa central Mikel González en las primeras semanas de preparación abrieron las puertas del primer equipo a Gaztañaga, cuya polivalencia le permite jugar precisamente en esos dos puestos. El buen papel desempeñado por Gaztañaga en la pretemporada le valió ser uno de los dos jugadores del filial que acudieron a la gira final de preparación realizado en Inglaterra, en la que jugó varios partidos como medio centro. El entrenador realista Jagoba Arrasate le incluyó en la primera lista de convocados de la temporada.
El 17 de agosto de 2013 Gaztañaga debutó en partido oficial con la Real Sociedad de Fútbol y en partido de la Primera División española al saltar al terreno de juego en sustitución de Gorka Elustondo y disputar los últimos 9 minutos del Real Sociedad-Getafe CF (2:0). Su debut se produjo en el puesto de mediocentro. Jugó más partidos a lo largo de la temporada, como por ejemplo ante el Atlético de Madrid en el Vicente Calderón (4:0) en la posición de mediocentro durante todo el partido. En esta temporada jugó ya más con el primer equipo, aunque siguió con ficha en el equipo B.

#### S. D. Ponferradina
De cara a la temporada 2014/15 es ascendido del filial al primer equipo junto con Joseba Zaldua. Recoge el dorsal 23 y debuta en el tercer partido de Liga ante el RC Celta de Vigo como suplente. Gaztañaga dispuso de pocas oportunidades durante esta temporada. Solo jugó en 3 partidos de Liga, uno de ellos como titular y la eliminatoria de Copa frente al Real Oviedo. En el mercado de invierno se acordó su salida como jugador cedido a la Sociedad Deportiva Ponferradina de Segunda División, donde dispuso de bastantes minutos hasta final de la temporada. La Ponferradina estuvo a un punto de meterse en el play-off de ascenso a Primera División. 

#### C. D. Numancia
Tras el regreso de Asier Illarramendi a la Real y con gran cantidad de jugadores en el puesto de medio centro, se acordó que Gaztañaga saliera cedido en su último año de contrato con la Real. Gaztañaga jugó la temporada 2015/16 cedido en el C. D. Numancia de Segunda División, donde se desempeñó tanto en el puesto de defensa como de pivote. Jugó 34 partidos a lo largo de la temporada y fue una pieza importante para que el Numancia quedara en la mitad de la tabla sin pasar apuros para mantener la categoría.
Su buen rendimiento en Soria hizo que poco antes de finalizar la temporada, la Real Sociedad ejecutara una cláusula de su contrato y renovara automáticamente al jugador por dos temporadas más, hasta junio de 2018.

#### Temporada 2016/17
En la temporada 2016/17, Gaztañaga retorno a la disciplina del club txuri-urdin con una plaza en la primera plantilla. Sin embargo el jugador apenas dispuso de oportunidades a lo largo de toda la temporada, al tener Eusebio Sacristán a otros jugadores de su confianza para ocupar los puestos tanto de la defensa como del medio centro. Teórico recambio de Asier Illaramendi en el puesto de pivote, el andoaindarra no dispuso de oportunidades ya que Illarra lo jugó prácticamente todo a lo largo de la temporada. En los pocos partidos que Illarra se perdió por algún motivo; Eusebio optó por alinear preferentemente a otros jugadores como Granero, Markel Bergara o al potrillo Zubeldia procedente del filial. El andoaindarra solo disputó 42 minutos a lo largo de la campaña repartidos entre 2 partidos de Liga y 2 de Copa, siendo el jugador de campo de la primera plantilla que menos minutos jugó; con la excepción del lesionado Imanol Agirretxe.

### Nástic de Tarragona
Tras estar una temporada prácticamente sin jugar y al no contar con la confianza del técnico Eusebio, que había ascendido a Zubeldia del filial al primer equipo; Gaztañaga acordó con el club rescindir el año de contrato que le quedaba. A finales de agosto se anunció su fichaje por el Nàstic de Tarragona de Segunda División. El jugador de Andoáin firmó un contrato de un año con opción a dos más. Jon Gaztañaga jugó con bastante regularidad a lo largo de la temporada con el equipo catalán disputando 24 partidos como titular a lo largo del año. Sin embargo aunque empezó con muchos minutos fue perdiendo protagonismo a medida que se acercaba el tramo decisivo del campeonato. Fue una temporada complicada  en la que el Nàstic estuvo siempre en la parte baja de la tabla, logrando la salvación matemática en la última jornada. Al finalizar la temporada el club anunció que no le renovaría.

### Experiencias en el extranjero
En el verano de 2018 fichó por el AEL Limassol de la Primera División de Chipre.
El 23 de septiembre de 2020 firmó por el FC Viitorul Constanța rumano. Allí estuvo un año antes de volver a España después de unirse el 24 de junio de 2021 a la Cultural y Deportiva Leonesa por dos temporadas.
El 6 de septiembre de 2022, tras haber abandonado el conjunto leonés en agosto, firmó por el NorthEast United de la Superliga de India. Su etapa en dicho país terminó en enero de 2023 para regresar a Chipre después de fichar por el Karmiotissa Polemidion. Allí completó la temporada y en agosto volvió nuevamente a España para jugar en el Barakaldo C. F.

## Clubes y estadísticas
| Temporada             | Club                         | Categoría                  | Liga  | Liga  | Copa  | Copa  | Europa | Europa | Total | Total |
| Temporada             | Club                         | Categoría                  | Part. | Goles | Part. | Goles | Part.  | Goles  | Part. | Goles |
| --------------------- | ---------------------------- | -------------------------- | ----- | ----- | ----- | ----- | ------ | ------ | ----- | ----- |
| 2009/10               | Real Sociedad B              | Tercera División           | 30+1  | 2     | -     | -     | -      | -      | 31    | 2     |
| 2010/11               | Real Sociedad B              | Segunda División B         | 30    | 1     | -     | -     | -      | -      | 30    | 1     |
| 2011/12               | Real Sociedad B              | Segunda División B         | 30    | 1     | -     | -     | -      | -      | 30    | 1     |
| 2012/13               | Real Sociedad B              | Segunda División B         | 24    | 0     | -     | -     | -      | -      | 24    | 0     |
| Total Real Sociedad B | Total Real Sociedad B        | Total Real Sociedad B      | 134+1 | 5     | -     | -     | -      | -      | 135   | 5     |
| 2013/14               | Real Sociedad B              | Segunda División B         | 20    | 1     | -     | -     | -      | -      | 20    | 1     |
| 2013/14               | Real Sociedad                | Primera División           | 3     | 0     | 5     | 0     | 1      | 0      | 9     | 0     |
| 2014/15               | Real Sociedad                | Primera División           | 3     | 0     | 2     | 0     | 0      | 0      | 5     | 0     |
| 2014/15               | SD Ponferradina (cedido)     | Segunda División           | 12    | 0     | -     | -     | -      | -      | 12    | 0     |
| 2015/16               | CD Numancia (cedido)         | Segunda División           | 34    | 0     | 0     | 0     | -      | -      | 34    | 0     |
| 2016/17               | Real Sociedad                | Primera División           | 2     | 0     | 2     | 0     | -      | -      | 4     | 0     |
| Total Real Sociedad   | Total Real Sociedad          | Total Real Sociedad        | 8     | 0     | 9     | 0     | 1      | 0      | 18    | 0     |
| 2017/18               | Nástic de Tarragona          | Segunda División           | 27    | 0     | 1     | 0     | -      | -      | 28    | 0     |
| 2018/19               | AEL Limassol                 | Primera División de Chipre | 16    | 0     | 0     | 0     | -      | -      | 16    | 0     |
| 2020/2021.            | FC Viitorul Constanța        | Liga I                     | 18    | 1     | 1     | 0     | -      | -      | 0     | 0     |
| 2021/2022             | Cultural y Deportiva Leonesa | Primera División RFEF      | 0     | 0     | 0     | 0     | -      | -      | 0     | 0     |
| 2022/Act.             | NorthEast United             | Superliga de India         | 0     | 0     | 0     | 0     | -      | -      | 0     | 0     |

- Actualizado 24 de junio de 2021

## Palmarés

### Títulos nacionales
| Título         | Club               | País   | Año  |
| -------------- | ------------------ | ------ | ---- |
| Copa de Chipre | AEL Limassol F. C. | Chipre | 2019 |